# Hylodes dactylocinus
Hylodes dactylocinus é uma espécie de anfíbio  da família Leptodactylidae.
É endémica do Brasil.
Os seus habitats naturais são: florestas subtropicais ou tropicais húmidas de baixa altitude e rios.
Está ameaçada por perda de habitat.
Hylodes dactylocinus é uma espécie de anuro diurna que vive em riachos de corredeiras sob a floresta Atlântica das encostas pré- cambrianas da Serra do Itatins, SP Brasil, de onde é endemica. A Serra dos Itatins encontra-se no interior da Unidade de Conservação Estação Ecológica Juréia-Itatins. A espécie completa todo seu ciclo de vida nos riachos, sendo que os adultos apresentam coloração dorsal criptica as rochas cobertas com musgos dos riachos. O dorso dos pês dos machos, ao contrário possuem coloração branca brilhante, constrastante ao ambiente, que é exibida a outros individuos da espécie em movimentos das pernas traseiras, chamados de "foot flaging". Este tipo de comunicação visual também ocorre em outras espécies filogenéticamente próximas, que vivem em ambientes similares, como Hylodes asper, Hylodes cardosoi e Hylodes nasus e tem como objetivo a defesa do território do macho e a corte de fêmeas.